# Jan Stanisław Amor Tarnowski
Jan Stanisław Amor Tarnowski, zwany też Jean Tarnowski (ur. 20 kwietnia 1860 w Krasnobrodzie, zm. 21 marca 1928 w Krakowie) – polski dyplomata i polityk.

## Życiorys
Był synem hr. Jana Aleksandra, (z Krasnobrodu i Łabuni) i Natalii z Drzewickich h. Ciołek.  Był ostatnim przedstawicielem linii Lubelsko-Wołyńskiej z Krasnobrodu.  Studiował na Uniwersytecie Jagiellońskim na Wydziale Filozoficznym oraz w Szkole Nauk Politycznych, a także na Uniwersytecie w Halle oraz w Akademii Rolniczej w Hohenheim. 
W latach 1919–1921 publikował wiele we Francji (często pod francuskim odpowiednikiem imienia, tj. „Jean”).
Spoczął w grobie rodzinnym na cmentarzu Rakowickim w Krakowie. 

## Publikacje

### W języku francuskim
To głównie pisma dyplomatyczne lub wspierające linię polskiej dyplomacji w czasie Konferencji w Wersalu i wojny roku 1920:
- „Dépêche télégraphique, adressée au Conseil des Quatre, aux Parlaments Français et Anglais et à la Presse. ”, (Depesza telegraficzna, adresowana do Rady Czwórki, dodatkowo parlamentów francuskiego i angielskiego oraz prasy.)[5] Dépêche télégraphique w oryginale na francuskich Wikisource.
- „Les deux masques", (Dwie maski), (pod przetłumaczonym imieniem Jean), druk: Imprimerie Moderne, Biarritz, 1919.
- „La menace Allemande et le Péril Russe. ”, (Groźba niemiecka i niebezpieczeństwo rosyjskie), (pod przetłumaczonym imieniem Jean), (2 wyd.), druk: Imprimerie Moderne, Biarritz, 1919.[6]
- „La Mutilation de la victoire. ... ”, (Okaleczenie zwycięstwa), (pod przetłumaczonym imieniem Jean), druk: Imprerie Moderne, Biarritz, 1919. [7]
- „La Politique de Bismarck et la Question Polonaise. ”, (Polityka Bismarcka a kwestia polska.), druk: Imprimerie Moderne, Biarritz, 1919. [8]
- „La politique russe des alliés.”, (Polityka rosyjskich sojuszników), 1919[9].
- „La Pologne et la paix mondiale.”, (Polska i pokój na świecie), (pod przetłumaczonym imieniem Jean),  druk: Grande Imprimerie Moderne, Biarritz, 1919. [10]
- „La Pologne rempart de la civilisation. ”, (Polska szaniec cywilizacji), 1919. [11]
- „La question juive en Pologne.”, (Kwestia żydowska w Polsce), druk: Grande Imprimerie Moderne, Biarritz, 1919. [12]
- „ La Société des Nations et l’équilibre du Monde. ”, (Stowarzyszenie Narodów a równowaga Świata.), druk: Imprimerie Moderne, Biaritz, 1919. [13]
- „Le Traité de Paix et la Pologne.”, (Traktat pokojowy a Polska), druk: Imprimerie Moderne, Biarritz, 1919. [14]
- „Le Traité de Versailles et la sécurité de l’Europe.”, (Traktat wersalski i bezpieczeństwo Europy), (pod przetłumaczonym imieniem Jean), druk : Imprimerie Moderne, Biarritz, 1919. [15]
- „ Appel de la nation polonaise à la justice divine. ”, (Apel narodu polskiego do boskiej sprawiedliwości), Biaritz, 1919. [16]
- „La Change français et la cause réelle de sa baisse. ”, (Francuski kurs i rzeczywista przyczyna z jego obniżania.), druk: Grande Imprimerie Moderne, Biarritz, 1919. [17]
- „La Menace Bolcheviste et la Pologne. ”, (Groźba bolszewicka a Polska), Biarritz, 1920.  Groźba bolszewicka a Polska na Wikiźródłach La Menace bolcheviste et la Pologne w oryginale na francuskich Wikisource[18]
- „Une Erreur qui ne devrait pas se prolonger.”, 1920. [19]
- „La Pologne Verdun de l’Europe. ”, (Polska Verdun Europy), druk: Grande Imprimerie Moderne, Biarritz, 1920. [20]
- „La République de Pologne. Son rôle dans le passé et dans l’avenir. ”, (Rzeczpospolita Polska. Jej rola w przeszłości i w przyszłości.), wydawca: Association France-Pologne, druk: Imprimerie Levé, Paryż, 1921. [21]

### W języku polskim
- „Nasze przedstawicielstwo polityczne w Paryżu i Petersburgu 1905-1919.”, druk: J. Czernecki, Warszawa, 1923. [22]
- „Projekt nowej ustawy konstytucyjnej (z komentarzem).”, (wydanie pośmiertne z przedmową D-ra Stanisława Tyszkiewicza, druk: „Czasu”, Kraków, 1928. [23]